# Col du Fréjus
Col du Fréjus, italsky Colle del Frejus, je sedlo v nadmořské výšce 2542 metrů v hlavním hřebeni Alp v masivu Fréjus, který patří do Kottických Alp. Prolamuje skalnatý hřeben mezi vrcholy Pointe du Fréjus a Punta Nera. Probíhá přes něj francouzsko-italská státní hranice. Z francouzské strany na něj vede horská silnice z Modane. Horní část silnice bývala dlážděná, ale dnes se jedná již jen o terénní cestu, na kterou je zakázaný vjezd automobilů.

## Stavby
Ve skalním masivu pod sedlem prochází železniční tunel Fréjus a silniční tunel Fréjus.
Na francouzské straně sedla bylo vybudováno lyžařské středisko Valfréjus.
V okolí sedla budovaly Itálie i Francie opevnění, tvrze, pevnosti a bunkry od 19. století. Ve Francii se ve 30. letech 20. století staly součástí Malé Maginotovy linie a v Itálii byly začleněny do Alpského valu. Roku 1940 Italové zaútočili přes Val Fréjus na Francouze, ale byly odraženi. Přesto Francie následně vyklidila území od vojáků i civilních obyvatel, neboť prohrála na jiných úsecích fronty. Roku 1943 převzali vojenské objekty od Italů jejich spojenci Němci. Roku 1943 byly dobyty spojeneckými anglo-americko-francouzskými vojsky a předány zpět Francouzům. Francouzští vojáci opustili objekty až na přelomu 60. a 70. let minulého století v souvislosti se změnou vojenské doktríny na jaderné odstrašování.

## Přístup
Z Francie vede na sedlo v trase středověké pěší cesty vojenská horská silnice Route du Fréjus z Modane v délce 18 km. Automobilový a motocyklový provoz končí v zimě v lyžařském středisku Valfréjus a v létě na parkovišti Lavoir. Výše mohou prašnou silnici využívat jen cyklisté, pěší turisté a lyžaři.
Z Itálie vede prašná silnice podél potoka Merdovine na lesní parkoviště. Dále se stoupá pěšky nebo na lyžích okolo soustavy vojenských objektů Centro do sedla.